# Élections sénatoriales de 1962 en Ille-et-Vilaine
Les élections au Conseil de la République en Ille-et-Vilaine ont lieu le dimanche 23 septembre 1962. 
Elles ont pour but d'élire les 3 sénateurs représentant le département au Sénat pour un mandat de neuf années.

## Mode de scrutin
La constitution de la Cinquième république garde le système créé en 1948, c'est-à-dire un scrutin majoritaire indirect à deux tours, avec un léger correctif proportionnel pour les départements les plus peuplés.

### Première phase
Le système électoral commence par une élection de délégués au scrutin indirect direct, dans chaque Commune, le conseil municipal votant pour élire un ou des délégués selon la répartition suivante : 
Pour les communes de moins de 9 000 habitants :
- un délégué pour les conseils de neuf et onze membres ;
- trois délégués pour ceux de treize membres ;
- cinq délégués pour ceux de dix-sept membres ;
- sept délégués pour ceux de vingt-et-un membres ;
- quinze délégués pour ceux de vingt-trois membres.

Dans les communes de 9 000 à 30 000 habitants, tous les conseillers municipaux sont délégués de droit.
Dans celles de plus de 30 000 habitants, les conseils votent pour un délégué supplémentaire par tranche de 1 000 habitants.
Ce qui pour l'Ille-et-Vilaine représente au total environ 1 400 délégués. 
Il faut rajouter les quarante-trois conseillers généraux et les cinq députés qui sont eux électeurs de droit, ce qui amène le collège à environ 1 450 élus.

### Seconde phase
Les délégués se réunissent à la préfecture et vote pour les départements de moins de cinq sénateurs au scrutin majoritaire à deux tours.
Pour être élu au premier tour il faut :
- la majorité absolue des suffrages exprimés ;
- au moins le quart des électeurs inscrits.

Au second tour la majorité relative suffit.

## Sénateurs sortants
| Sénateurs | Sénateurs                       | Parti | Fonctions lors de l'élection en 1962                                                               |
| --------- | ------------------------------- | ----- | -------------------------------------------------------------------------------------------------- |
|           | Yves Estève                     | UNR   | Sénateur depuis 1948. Conseiller général et maire de Dol-de-Bretagne. Notaire.                     |
|           | Jean Noury                      | MRP   | Sénateur depuis 1959. Conseiller général de Saint-Malo. Industriel dans la toile de jute.          |
|           | Roger de Poulpiquet du Halgouët | UNR   | Sénateur depuis 1959. Conseiller général de Pipriac et maire de Saint-Just. Propriétaire agricole. |

## Élections des sénateurs (23 septembre 1962)

### Listes candidates
| N°         | Candidats | Candidats             | Parti | Principales fonctions                                                                                      |
| ---------- | --------- | --------------------- | ----- | --- |
| 01         |           | Jean Noury *          | MRP   | Sénateur depuis 1959. Conseiller général de Saint-Malo. Industriel dans la toile de jute.                  |
| Remplaçant |           | Joseph Tronchot       | MRP   | Conseiller général et maire de Saint-Brice-en-Coglès. Notaire.                                             |
|            |           |                       |       | |
| 02         |           | François Gouesnard    | MRP   | Maire d'Arbrissel. Agriculteur.                                                                            |
| Remplaçant |           | Jean-Paul Chasseboeuf | MRP   | Conseiller général de Rennes-Nord-Ouest et maire de Pacé. Notaire.                                         |
|            |           |                       |       | |
| 03         |           | Guy Houist            | MRP   | Conseiller municipal de Rennes. Avocat, conseiller ministériel, président du comité départemental des HLM. |
| Remplaçant |           | Louis Raffegeau       | MRP   | Adjoint au maire de Maure-de-Bretagne. Agriculteur.                                                        |

| N°         | Candidats | Candidats                         | Parti | Principales fonctions                                                        |
| ---------- | --------- | --------------------------------- | ----- | ---------------------------------------------------------------------------- |
| 01         |           | Yves Estève *                     | UNR   | Conseiller général et maire de Dol-de-Bretagne. Notaire.                     |
| Remplaçant |           | Joseph Poirier                    | CNIP  | Maire de Landéan. Médecin.                                                   |
|            |           |                                   |       |                                                                              |
| 02         |           | Roger de Poulpiquet du Halgouët * | UNR   | Conseiller général de Pipriac et maire de Saint-Just. Propriétaire agricole. |
| Remplaçant |           | Paul Porteu de la Morandière      | CNIP  | Maire de Talensac. Directeur des Caisses d'Épargne de Rennes.                |
|            |           |                                   |       |                                                                              |
| 03         |           | François Chouan                   | CNIP  | Maire de L'Hermitage. Président de la Chambre d'agriculture. Agriculteur.    |
| Remplaçant |           | Olivier Biard                     | UNR   | Conseiller général de Cancale. Agriculteur.                                  |

| N°         | Candidats | Candidats       | Parti | Principales fonctions                                                    |
| ---------- | --------- | --------------- | ----- | ------------------------------------------------------------------------ |
| 01         |           | Francis Joly    | UNR   | Conseiller général de Rennes-Sud-Ouest. Médecin.                         |
| Remplaçant |           | Romain Leroux   | CNIP  | 2e adjoint au maire de Saint-Malo. Pharmacien.                           |
|            |           |                 |       |                                                                          |
| 02         |           | Maurice Audrain | CG    | Conseiller général de Châteaugiron, maire de Noyal-sur-Vilaine. Médecin. |
| Remplaçant |           | Charles Provost | CNIP  | Maire de Tinténiac. Notaire.                                             |
|            |           |                 |       |                                                                          |
| 03         |           | Michel Loisel   | CG    | Premier adjoint au maire de Noyal-sur-Vilaine. Agriculteur.              |
| Remplaçant |           | Georges Brand   | CNIP  | Ferronnier d'Art, président de la Chambre des métiers.                   |

| N°         | Candidats | Candidats        | Parti | Principales fonctions                                                                                                  |
| ---------- | --------- | ---------------- | ----- | --- |
| 01         |           | Alexis Le Strat  | SFIO  | Ancien député (1956-1958), ancien adjoint au maire de Rennes (1947-1962). Instituteur                                  |
| Remplaçant |           | Marcel Biétry    | SFIO  | Ancien conseiller (1945-1953) et adjoint (1953-1959) au maire de Rennes. Enseignant au Lycée agricole des Troix-Croix. |
|            |           |                  |       | |
| 02         |           | Eugène Plessis   | SFIO  | Conseiller municipal de Roz-sur-Couesnon. Agriculteur.                                                                 |
| Remplaçant |           | Marcel Martinais | SFIO  | Ouvrier en chaussure à Fougères.                                                                                       |
|            |           |                  |       | |
| 03         |           | Marie-Ange Rehel | SFIO  | Conseiller municipal de Saint-Servan. Professeur.                                                                      |
| Remplaçant |           | Albert Vibert    | SFIO  | Ancien adjoint au maire de Redon. Ajusteur retraité.                                                                   |

| N°         | Candidats | Candidats         | Parti | Principales fonctions                                                 |
| ---------- | --------- | ----------------- | ----- | --------------------------------------------------------------------- |
| 01         |           | René Bronnec      | PCF   | Ancien conseiller municipal de Rennes (1953-1959). Électricien à EDF. |
| Remplaçant |           | Edmond Le Tanter  | PCF   | Cheminot à la SNCF sur Rennes.                                        |
|            |           |                   |       |                                                                       |
| 02         |           | Anne-Marie Glémot | PCF   | Ancienne conseillère municipal de Saint-Malo (1945-1962). Infirmière. |
| Remplaçant |           | Émile Lohat       | PCF   | Instituteur à Combourg.                                               |
|            |           |                   |       |                                                                       |
| 03         |           | Louis Lebideau    | PCF   | Menuisier retraité sur Pleurtuit.                                     |
| Remplaçant |           | Emmanuel Bothorel | PCF   | Cheminot à la SNCF, vit à Dingé.                                      |

| N°         | Candidats | Candidats       | Parti | Principales fonctions                                                                         |
| ---------- | --------- | --------------- | ----- | --------------------------------------------------------------------------------------------- |
| 01         |           | Paul Delacour   | EXD   | Ancien conseiller général de Saint-Servan (1955-1961). Armateur, Importateur de sel, pro OAS. |
| Remplaçant |           | Auguste Garnier | EXD   | Constructeur de machine agricole à Redon.                                                     |

### Résultats
- La liste de Francis Joly (Indépendants et paysans (UNR-CG)  se retire au profit de la liste d' "Union républicaine" (UNR-CNIP) d'Yves Estève.

| Candidat et parti politique | Candidat et parti politique     | Candidat et parti politique | Premier tour | Premier tour | Second tour | Second tour |
| Candidat et parti politique | Candidat et parti politique     | Candidat et parti politique | Voix         | %            | Voix        | %           |
| --------------------------- | ------------------------------- | --------------------------- | ------------ | ------------ | ----------- | ----------- |
|                             | Jean Noury *                    | MRP                         | 734          | 51,33        |             |             |
|                             | François Gouesnard              | MRP                         | 510          | 35,66        | 561         | 39,37       |
|                             | Guy Houist                      | MRP                         | 507          | 35,46        | 518         | 36,35       |
|                             |                                 |                             |              |              |             |             |
|                             | Yves Estève *                   | UNR                         | 708          | 49,51        | 852         | 59,79       |
|                             | Roger de Poulpiquet du Halgouët | UNR                         | 566          | 39,58        | 732         | 51,37       |
|                             | François Chouan                 | CNIP                        | 437          | 30,56        | Retrait     | Retrait     |
|                             |                                 |                             |              |              |             |             |
|                             | Francis Joly                    | UNR                         | 176          | 12,31        | Retrait     | Retrait     |
|                             | Maurice Audrain                 | CG                          | 97           | 6,78         | Retrait     | Retrait     |
|                             | Michel Loisel                   | CG                          | 80           | 5,59         | Retrait     | Retrait     |
|                             |                                 |                             |              |              |             |             |
|                             | Alexis Le Strat                 | SFIO                        | 128          | 8,95         | 88          | 6,18        |
|                             | Eugène Plessis                  | SFIO                        | 102          | 7,13         | 65          | 4,56        |
|                             | Marie-Ange Rehel                | SFIO                        | 96           | 6,71         | Retrait     | Retrait     |
|                             |                                 |                             |              |              |             |             |
|                             | Paul Delacour                   | EXD                         | 71           | 4,97         | Retrait     | Retrait     |
|                             |                                 |                             |              |              |             |             |
|                             | René Bronnec                    | PCF                         | 16           | 1,12         | Retrait     | Retrait     |
|                             | Anne-Marie Glémot               | PCF                         | 15           | 1,05         | Retrait     | Retrait     |
|                             | Louis Lebideau                  | PCF                         | 14           | 0,98         | Retrait     | Retrait     |
|                             |                                 |                             |              |              |             |             |
| Inscrits                    | Inscrits                        | Inscrits                    | 1 453        |              | 1 453       |             |
| Votants                     | Votants                         | Votants                     | 1 442        | 99,24        | 1 449       | 99,73       |
| Exprimés                    | Exprimés                        | Exprimés                    | 1 430        | 99,17        | 1 425       | 98,34       |

### Sénateurs élus
| Sénateurs | Sénateurs                         | Parti | Fonctions lors de l'élection en 1962                                         |
| --------- | --------------------------------- | ----- | ---------------------------------------------------------------------------- |
|           | Jean Noury *                      | MRP   | Conseiller général de Saint-Malo. Industriel dans la toile de jute.          |
|           | Yves Estève *                     | UNR   | Conseiller général et maire de Dol-de-Bretagne. Notaire.                     |
|           | Roger de Poulpiquet du Halgouët * | UNR   | Conseiller général de Pipriac et maire de Saint-Just. Propriétaire agricole. |